# Risby-vejene
Risby-vejene (deutsch „Risbywege“) ist ein Komplex von Altstraßen, (dänisch Oldtidsvejen) auf der dänischen Insel Seeland, die vom Neolithikum bis zum Mittelalter genutzt wurden.
Im Jahre 1973 wurde auf einer Wiese an der Risby Å (Fluss), in der Nähe von Præstø zwischen Bårse und Risby eine typische Straße der Wikingerzeit (800–1050 n. Chr.) ausgegraben. Das nahezu intakte Straßenstück auf der Nordseite des Flusses hat eine Länge von 36 m und eine Breite von drei Metern. Das einst in ähnlicher Länge auf der Südseite vorhandene Stück ist stark zerpflügt. Die Fahrbahnen aus Schichten großer Rollsteine wurden von Kantensteinen begrenzt. Über dem Fluss wurde der Weg auf einer Länge von 4,5 m mit Schwellen überbrückt. Vier große Steine stützten eine Plattform aus Holz. Darunter entdeckte man Wagenteile sowie Teile von Achsen und Rädern. Die beiden, mittels einer Brücke verbundenen Straßenstücke sind gerade lang genug, dass man über den Bach und dessen versumpften Uferbereich kam.
Die C14-Datierung des Weges ergab einen Wert um das Jahr 1000. Unter dem steinernen Weg wurden Spuren älterer Straßen entdeckt, von denen eine aus der späten Bronzezeit stammt. Somit war der Übergang Teil eines alten Wegesystems und wurde über einen langen Zeitraum verwendet.
Bei den 1975 und 1976 gemachten Untersuchungen wurden im Tal von Risby vier weitere gepflasterte Straßen, ein Bohlenweg, eine Holzbrücke und fast 30 Stücke mit Reisig bedeckter Wege entdeckt.
Eine Datierung war nicht immer möglich, aber es wird angenommen, dass:
1. einige Reisigwege aus der Jungsteinzeit stammen,
2. eine Gruppe von Reisigwegen aus der späten Bronzezeit stammt,
3. eine weitere Gruppe ab der Völkerwanderungszeit (400 n. Chr.) entstand
4. einige der übereinanderliegenden steinernen Pfade denen im Borremose und bei Tibirke gefundenen ähneln.

Der oberste Weg aus großen, flachen Feldsteinen erinnert an den nahe gelegenen Broskovvejen.